# Huis Kwilu
De Kwilu behoorden tot de Kwilu-Kanda, ook wel het huis Kwilu (Portugees: Coulo) of de Kwilu-dynastie genoemd, die regeerde over het koninkrijk Kongo.

## Oorsprong
Voor de opkomst van het huis Kwilu regeerde de leden uit de Lukeni en Kibala-Kanda, ook bekend als het huis Kilukeni, over het koninkrijk Kongo sinds de oprichting rond het einde van de 14e eeuw. Na de dood van koning Henrique I ging de macht over in de handen van Álvaro I. Álvaro I was de stiefzoon van Henrique I, wat waarschijnlijk verklaart waarom er een nieuwe kanda werd gevormd toen hij erin slaagde de troon te erven. Hij kwam in 1567 aan de macht en noemde zijn koninklijk huis naar het kleine district ten noorden van de hoofdstad waar hij werd geboren.

## Heerschapij
Met uitzondering van de Jaga-invasie tijdens de eerste jaren van Álvaro I's regeerperiode, regeerde het huis Kwilu het koninkrijk onafgebroken tot 4 mei 1622. Op die dag stierf Álvaro III, waardoor zijn zoon, die te jong was om gekozen te worden, de troon niet kon overnemen. De Kinkanga-kanda nam vanaf dat moment de macht over, maar werd verdrongen en vervangen door Ambrósio I, die het huis Kwilu weer aan de macht bracht. Koning Ambrósio werd gedood tijdens een enorme opstand en werd opgevolgd door het kind Álvaro IV, de laatste koning van het huis Kwilu. Na 1636 kwam er geen lid van het huis Kwilu meer op de troon, en werd Kongo gedomineerd door strijdende huizen tijdens de Kongolese burgeroorlog die beweerden af te stammen van Afonso I of zijn familieleden.